# 1963年教宗選舉秘密會議
1963年教宗選舉秘密會議因教宗若望二十三世在1963年6月3日離世後而召集舉行。會議從1963年6月19日開始，經過六輪投票後，在6月21日11時22分，會議舉行地西斯廷小堂的煙囪冒出白煙，表示樞機團已選出新教宗，正式確認新教宗已被選出。當選者為米蘭總教區總主教，意大利籍樞機若翰·蒙蒂尼，並取名號為「保祿六世」。

## 背景
1963年6月3日，若望二十三世因腹膜炎於梵蒂岡宗座宮離世，終年81歲。若望二十三世離世16天後，1963年教宗選舉秘密會議於1963年6月19日正式開始。
根據規定，樞機團團長Eugène Gabriel Gervais Laurent Tisserant樞機在自己不當選的前提下，將在選舉結束時詢問當選教宗是否接受選舉结果以及其教宗名號。如樞機團團長當選教宗，則由樞機團副團長負責上述工作。
這是最後一次讓80歲或以上的樞機參與教宗選舉秘密會議，教宗保祿六世在1970年決定在宗座出缺時年屆80歲的樞機不得參加秘密會議。

### 樞機選舉人
當時共有82位樞機，而參與該次秘密會議的有80位樞機，有2位樞機因種種原因未能出席。

### 候選人
原則上，参加選舉的樞機可以投票給任何已受洗的成年男性天主教徒（即樞機可以投票給非樞機者）。然而，自1378年以來選出的教宗都是樞機。
| 樞機選舉人分布 |                                |
| -------------- | ------------------------------ |
| 意大利         | 29                             |
| 歐洲其餘部分   | 27                             |
| 北美洲         | 7                              |
| 拉丁美洲       | 12                             |
| 非洲           | 1                              |
| 亞洲           | 5                              |
| 大洋洲         | 1                              |
| 出席選舉人     | 80                             |
| 缺席           | 2                              |
| 前任教宗       | 若望二十三世（1958年至1963年） |
| 新任教宗       | 保祿六世（1963年至1978年）     |

## 日期
本次教宗選舉秘密會議在6月19日開始。教宗本篤十五世於1914年規定選舉在宗座出缺後的15日起開始舉行。教宗當時設立這規定主要是因為教宗逝世或辭職後，各地的樞機可以有足夠時間到達梵蒂岡參與教宗選舉秘密會議。如各樞機限期前已全部到達梵蒂岡則可提早舉行教宗選舉秘密會議。

## 選情
6月19日下午，西斯汀小堂的煙囪冒出了此次選舉的第一次黑煙，這也說明了第一輪投票已經結束，而且最高票者未達總數之三分之二多一票（55票），第一輪投票失敗。6月20日上午，經過了第二輪及第三輪的投票，樞機團依然未達成共識，投票失敗。而於同日下午的第四輪及第五輪投票，依然沒有一位樞機達到票數門檻，投票失敗。6月21日上午，經過了第六輪的投票，樞機團達成了共識。6月21日11時22分，西斯汀小堂的煙囪冒出了白煙，投票成功並選出新教宗。
樞機團首席助祭阿爾弗雷多·奧塔維婭尼其後登上聖伯多祿大教堂中央陽台向聖伯多祿廣場的信眾以拉丁語宣布新教宗的姓名及名號。該拉丁語的宣布如下：
|  | Annuntio vobis gaudium magnum: HABEMUS PAPAM! Eminentissimum et Reverendissimum Dominum, Dominum Ioannem Baptistam Sanctæ Romanæ Ecclesiæ Cardinalem Montini, qui sibi nomen imposuit Paulum Sextum |

中文翻譯如下：
|  | 我十分高興向你們宣布： 我們有了教宗！ 他是最傑出和最可敬的 神聖羅馬教會若翰·蒙蒂尼樞機 以「保祿六世」作為他的名號 |

新教宗的姓名為65歲的若翰·巴蒂斯塔·蒙蒂尼樞機（Cardinal Giovanni Battista Montini），並取名號為「保祿六世」。
新教宗隨後登上聖伯多祿大殿中央陽台給予信眾首個主教祝福（Episcopal Blessing），而非「致全城與全球」（Urbi et Orbi，全城指教宗駐地羅馬）的降福。